# Le Miroir (Baudelaire)
Pour les articles homonymes, voir Le Miroir.
Le Miroir est un poème en prose de Charles Baudelaire paru pour la première fois dans La Revue de Paris en 1864, et inclus dans le recueil posthume Le Spleen de Paris en 1869. Il met en scène un « homme épouvantable » qui se regarde dans un miroir malgré son déplaisir, invoquant pour se justifier les principes de la Révolution française.